# マカオ特別行政区行政長官
マカオ特別行政区行政長官（中国語: 澳門特別行政區行政長官、ポルトガル語: Chefe do Executivo da Região Administrativa Especial de Macau、マカオとくべつぎょうせいくぎょうせいちょうかん）は、中華人民共和国の特別行政区である澳門（マカオ）政府の代表。略称してマカオ行政長官とも。

## 選出
行政長官は、400人からなる選挙委員会による投票選挙で選出され、中国中央人民政府の国務院総理によって任命される。なお選挙委員会の委員は委員選出選挙により選ばれ、行政長官立候補者は委員から推薦を得る必要がある。任期は5年。

## 行政長官一覧
| 代 | 氏名   | 氏名 | 所属政党 | 期                              | 在任期間                        |
| -- | ------ | ---- | -------- | ------------------------------- | ------------------------------- |
| 1  | 何厚鏵 |      | 無所属   | 1                               | 1999年12月20日 - 2004年12月19日 |
| 1  | 何厚鏵 | 2    | 無所属   | 2004年12月20日 - 2009年12月19日 |                                 |
| 2  | 崔世安 |      | 無所属   | 3                               | 2009年12月20日 - 2014年12月19日 |
| 2  | 崔世安 | 4    | 無所属   | 2014年12月20日 - 2019年12月19日 |                                 |
| 3  | 賀一誠 |      | 無所属   | 5                               | 2019年12月20日 - 2024年12月19日 |
| 4  | 岑浩輝 |      | 無所属   | 6                               | 2024年12月20日 - （現職）       |